# Ron Akana
Ron Akana (nascido em 1928, em Honolulu) é um ex-comissário de bordo norte-americano que passou 63 anos a trabalhar como parte da tripulação de cabine para a United Airlines e que registou um número estimado de 200 milhões de milhas áreas. Ele foi o comissário de bordo que por mais tempo trabalhou na área em todo o mundo, e foi admitido para o Livro dos Recordes do Guinness.